# Катастрофа S-92 в Атлантиці
Приводнення C-92 біля Ньюфаундленда — авіаційна катастрофа, що сталася 12 березня 2009 року в Атлантичному океані (територіальні води Канади). Пасажирський гелікоптер Sikorsky S-92A авіакомпанії Cougar Helicopters виконував регулярний рейс з Сент-Джонса (острів Ньюфаундленд) до нафтородовища Гайбернія в Атлантичному океані (регулярне перевезення працівників нафтородовища). О 9:40 за місцевим часом, під час польоту пілоти запросили повернення в аеропорт вильоту через низький рівень масла в основній коробці передач, потім вони подали сигнал лиха. О 9:48 літак аварійно каменем приводнився у води Атлантики і пішов під воду. Вижити вдалося тільки одному пасажиру – Роберт Декер отримав поранення, але залишився живим. Всі інші 17 осіб на борту (15 пасажирів та 2 пілоти) загинули.

## Культурні аспекти
Рейс 91 був показаний в 20 сезоні канадського телесеріалу «Розслідування авіакатастроф» в епізоді „Приводнення в Атлантиці“.